# Jean Joseph Vincent Cotte
Jean Joseph Vincent Cotte est un homme politique français né le 22 janvier 1778 à Digne-les-Bains (Alpes-de-Haute-Provence) et décédé le 8 octobre 1854 au même lieu.

## Biographie
Avocat à Digne-les-Bains, il est député des Basses-Alpes en 1815, pendant les Cent-Jours. Il est ensuite sous-préfet de Barcelonnette et prend sa retraite en 1844.